# Сарпедон (индо-парфянский царь)

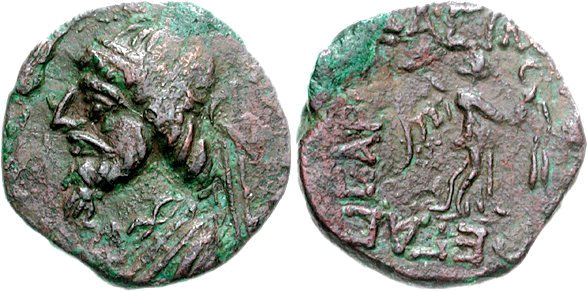
Монета с изображением Сарпедона.

Сарпедон — индо-парфянский царь, правивший в I веке.

## Биография
Монеты с именем Сарпедона были найдены в Арахозии, где он, возможно, правил в качестве непосредственного преемника основателя династии Гондофара, а также в Джамму и Синде. На них Сарпедон, изображённый с характерной бородкой, назван «царём царей». По замечанию Дж. Крибба и Д. МакДовэлла, имя Гондофара, которое упоминается на монетах Сарпедона и других индо-парфянских правителей, приобрело нарицательное значение, превратившись в титул. Иногда Сарпедон именуется Гондофаром II.